# オーケストラの一覧
オーケストラの一覧（オーケストラのいちらん）は、世界のオーケストラ(交響楽団)についての一覧である。

## フル・オーケストラ（通常サイズのオーケストラ）

### アジア

#### 東アジア

##### 大韓民国
- インチョン・フィルハーモニック管弦楽団
- 韓国国立交響楽団
- KBS交響楽団
- 光州交響楽団
- ソウル市立交響楽団（ソウル・フィルハーモニー管弦楽団）
- ソウル・フィルハーモニック
- スウォン・フィルハーモニック管弦楽団
- 大邱市立交響楽団
- テジョン・フィルハーモニック管弦楽団
- 釜山フィルハーモニック管弦楽団
- プチョン・フィルハーモニック管弦楽団

##### 台湾(中華民国)
- 台湾フィルハーモニック（國家交響樂團、フィルハーモニア台湾）
- 台北市立交響楽団
- 高雄市立交響楽団
- 国立台湾交響楽団
- 長栄交響楽団

##### 中華人民共和国
- 廈門フィルハーモニー管弦楽団
- 広州交響楽団
- 昆明交響楽団
- 四川交響楽団
- 上海交響楽団
- 中国国立交響楽団
- 中国フィルハーモニー管弦楽団
- 天津交響楽団
- ハルビン・黒龍江交響楽団
- 武漢交響楽団
- 香港フィルハーモニー管弦楽団

##### 朝鮮民主主義人民共和国
- 朝鮮民主主義人民共和国国立交響楽団

##### 日本
※ 日本オーケストラ連盟の正会員は★、準会員は☆。
※ 括弧内は本拠地（事務局）がある都市、及び定期演奏会を行う主なホール。

###### 北海道地方
- 北海道
  - ★札幌交響楽団（札幌市、札幌コンサートホール Kitara,札幌文化芸術劇場 hitaru定期など）

###### 東北地方
- 宮城県
  - ★仙台フィルハーモニー管弦楽団（仙台市、日立システムズホール仙台）
- 山形県
  - ★山形交響楽団（山形市、山形テルサ）

###### 関東地方
- 群馬県
  - ★群馬交響楽団（高崎市、高崎芸術劇場）
- 千葉県
  - ☆千葉交響楽団（旧ニューフィルハーモニーオーケストラ千葉）（千葉市、千葉県文化会館）
- 東京都
  - ★NHK交響楽団（港区、NHKホール・サントリーホール）
  - ★新日本フィルハーモニー交響楽団（墨田区、すみだトリフォニーホール・サントリーホール）
  - ★東京交響楽団（新宿区・神奈川県川崎市、サントリーホール・ミューザ川崎シンフォニーホールなど）
  - ★東京シティ・フィルハーモニック管弦楽団（江東区、東京オペラシティコンサートホール・ティアラこうとう）
  - ★東京都交響楽団（台東区、東京文化会館・サントリーホールなど）
  - ★パシフィックフィルハーモニア東京（練馬区、東京芸術劇場など）(旧東京ニューシティ管弦楽団)
  - ★東京フィルハーモニー交響楽団（新宿区、Bunkamura オーチャードホール・サントリーホールなど）（※2001年に旧東京フィルハーモニー交響楽団と新星日本交響楽団が合併）
  - ★日本フィルハーモニー交響楽団（杉並区、サントリーホール・横浜みなとみらいホール）
  - ★読売日本交響楽団（千代田区、サントリーホール・東京芸術劇場など）
  - ☆藝大フィルハーモニア管弦楽団（台東区、東京藝術大学奏楽堂）
  - ☆東京ユニバーサル・フィルハーモニー管弦楽団（大田区、大田区民ホール・アプリコ）
  - 東京ニューフィルハーモニック管弦楽団（港区、全国各地）
  - フューチャー・オーケストラ・クラシックス
  - オーケストラ・ニッポニカ
  - シアター・オーケストラ・トーキョー
- 神奈川県
  - ★神奈川フィルハーモニー管弦楽団（横浜市、横浜みなとみらいホール・神奈川県民ホールなど）

###### 中部地方
- 静岡県
  - ★富士山静岡交響楽団（静岡市、静岡市清水文化会館（マリナート）など）（※旧静岡交響楽団と浜松フィルハーモニー管弦楽団が合併）
- 愛知県
  - ★セントラル愛知交響楽団（名古屋市、三井住友海上しらかわホール・愛知県芸術劇場など）
  - ★名古屋フィルハーモニー交響楽団（名古屋市、日本特殊陶業市民会館・愛知県芸術劇場）
  - ☆中部フィルハーモニー交響楽団（小牧市、小牧市市民会館・三井住友海上しらかわホールなど）
- 岐阜県
  - ウィーン岐阜管弦楽団（愛知県一宮市、岐阜市民会館・長良川国際会議場など）[2]

###### 近畿地方
- 奈良県
  - ☆奈良フィルハーモニー管弦楽団（大和郡山市、奈良県文化会館など）
  - ジャパン・ナショナル・オーケストラ
- 京都府
  - ★京都市交響楽団（京都市、京都コンサートホール）
- 大阪府（→在阪オーケストラも参照）
  - ★大阪交響楽団（旧大阪シンフォニカー交響楽団）（堺市、ザ・シンフォニーホール・いずみホール）
  - ★大阪フィルハーモニー交響楽団（大阪市、フェスティバルホール）
  - ★関西フィルハーモニー管弦楽団（大阪市、ザ・シンフォニーホール）
  - ★日本センチュリー交響楽団（旧大阪センチュリー交響楽団）（豊中市、ザ・シンフォニーホール・いずみホール）
  - ☆ザ・カレッジ・オペラハウス管弦楽団（豊中市、ザ・カレッジ・オペラハウス）
  - ☆アマービレフィルハーモニー管弦楽団（茨木市、アマービレホール）
- 兵庫県
  - ★兵庫芸術文化センター管弦楽団（西宮市、兵庫県立芸術文化センター）

###### 中国地方
- 岡山県
  - ☆岡山フィルハーモニック管弦楽団（岡山市、岡山シンフォニーホール）
- 広島県
  - ★広島交響楽団（広島市、広島文化学園 HBGホール）

###### 四国地方
- 香川県
  - ☆瀬戸フィルハーモニー交響楽団（高松市、サンポートホール高松）

###### 九州・沖縄地方
- 福岡県
  - ★九州交響楽団（福岡市、アクロス福岡シンフォニーホール）
  - 北九州グランフィルハーモニー管弦楽団
- 沖縄県
  - 琉球交響楽団（浦添市、アイム・ユニバース てだこホールなど）

#### 東南アジア

##### ベトナム
- ベトナム国立交響楽団
- ホーチミン市交響楽団

##### シンガポール
- シンガポール交響楽団

##### タイ
- サヤーム・フィルハーモニック管弦楽団
- タイ・フィルハーモニック管弦楽団
- ロイヤル・バンコク交響楽団

##### マレーシア
- マレーシア国立交響楽団
- マレーシア・フィルハーモニー管弦楽団

##### インドネシア
- ヌサンタラ交響楽団

##### フィリピン
- フィリピン・フィルハーモニー管弦楽団

##### インド
- インド交響楽団

#### 西アジア

##### アゼルバイジャン
- アゼルバイジャン国立交響楽団

##### アルメニア
- アルメニア・フィルハーモニー管弦楽団

##### イスラエル
- イスラエル・フィルハーモニー管弦楽団
- エルサレム交響楽団

##### トルコ
- イスタンブール国立交響楽団
- トルコ国立大統領交響楽団
- ビルケント交響楽団

### アメリカ

#### 北アメリカ

##### アメリカ合衆国
- アトランタ交響楽団
- アメリカ交響楽団
- アラバマ交響楽団
- アンカレッジ交響楽団
- インディアナポリス交響楽団
- エリー・フィルハーモニック
- オレゴン交響楽団
- オレゴンイースト交響楽団
- カンザスシティ交響楽団
- クリーヴランド管弦楽団
- コロラド交響楽団（旧デンヴァー交響楽団を解消して設立）
- サンアントニオ交響楽団
- サンフランシスコ交響楽団
- サンディエゴ交響楽団
- シアトル交響楽団
- シカゴ交響楽団
- ジュノー交響楽団
- シンシナティ交響楽団
- スポケーン交響楽団
- セントルイス交響楽団
- ダラス交響楽団
- チャールストン交響楽団
- デトロイト交響楽団
- ナショナル交響楽団（ワシントン・ナショナル交響楽団）
- ナッシュヴィル交響楽団
- ニュージャージー交響楽団
- ニューヨーク・フィルハーモニック
- ノースカロライナ交響楽団
- バッファロー・フィルハーモニー管弦楽団
- ハワイ交響楽団（旧ホノルル交響楽団）
- ピッツバーグ交響楽団
- ヒューストン交響楽団
- ヒルズボロ交響楽団
- フィラデルフィア管弦楽団
- フェニックス交響楽団
- フォートワース交響楽団
- フラッグスタッフ交響楽団
- ポートランド交響楽団
- ボストン交響楽団
- ボルティモア交響楽団
- ミネソタ管弦楽団（旧ミネアポリス交響楽団）
- ミルウォーキー交響楽団
- メトロポリタン歌劇場管弦楽団（MET管弦楽団）
- ユージン交響楽団
- ユタ交響楽団
- ロサンジェルス・フィルハーモニック
- ロチェスター・フィルハーモニー管弦楽団

##### カナダ
- トロント交響楽団
- バンクーバー交響楽団
- モントリオール交響楽団

#### 中･南アメリカ

##### アルゼンチン
- アルゼンチン国立交響楽団
- ブエノスアイレス・フィルハーモニー管弦楽団

##### ウルグアイ
- SODRE交響楽団

##### ブラジル
- サンパウロ州立交響楽団
- ブラジル交響楽団

##### ベネズエラ
- シモン・ボリバル交響楽団（旧シモン・ボリバル・ユース管弦楽団）

##### メキシコ
- メキシコ国立交響楽団
- メキシコ州立交響楽団

### オセアニア

#### オーストラリア
- 西オーストラリア交響楽団
- クイーンズランド交響楽団
- シドニー交響楽団
- タスマニア交響楽団
- メルボルン交響楽団

#### ニュージーランド
- クライストチャーチ交響楽団
- ニュージーランド交響楽団

### ヨーロッパ

#### 西ヨーロッパ

##### アイスランド
- アイスランド交響楽団

##### アイルランド
- アイルランド国立交響楽団 (RTÉ国立交響楽団)

##### イギリス
- アカデミー・オブ・セント・マーティン・イン・ザ・フィールズ（アカデミー室内管弦楽団）
- アルスター管弦楽団
- バーミンガム市交響楽団
- ハレ管弦楽団
- BBC交響楽団
- BBCウェールズ・ナショナル管弦楽団（BBCウェールズ交響楽団）
- BBCスコティッシュ交響楽団
- BBCフィルハーモニック（旧BBCノーザン管弦楽団）
- フィルハーモニア管弦楽団（1964年から1977年はニュー・フィルハーモニア管弦楽団）
- ボーンマス交響楽団
- ロイヤル・オペラ・ハウス管弦楽団（コヴェントガーデン王立歌劇場管弦楽団）
- ロイヤル・スコティッシュ管弦楽団（スコティッシュ・ナショナル管弦楽団）
- ロイヤル・フィルハーモニー管弦楽団
- ロイヤル・リヴァプール・フィルハーモニー管弦楽団
- ロンドン交響楽団
- ロンドン・フィルハーモニー管弦楽団

##### イタリア
- 聖チェチーリア国立音楽院管弦楽団（サンタ・チェチーリア国立アカデミー管弦楽団）
- ミラノ・スカラ座管弦楽団（スカラ・フィルハーモニー管弦楽団）
- ミラノ・ジュゼッペ・ヴェルディ交響楽団
- イ・ポメリッジ・ムジカーリ
- ボルツァーノ・トレント・ハイドン管弦楽団
- アルトゥーロ・トスカニーニ・フィルハーモニー管弦楽団（トスカニーニ交響楽団）
- RAI国立交響楽団（イタリア国立放送交響楽団、旧トリノ・イタリア放送交響楽団とローマ・イタリア放送交響楽団とミラノ・イタリア放送交響楽団とナポリ・イタリア放送アレッサンドロ・スカルラッティ管弦楽団が合併）
- シチリア交響楽団
- トスカーナ管弦楽団
- フィレンツェ五月音楽祭管弦楽団（フィレンツェ歌劇場管弦楽団）
- フェニーチェ劇場管弦楽団
- ボローニャ市立劇場管弦楽団
- アカデミア・フィラルモニカ・ロマーナ（ローマ・フィルハーモニー管弦楽団）

##### オーストリア
- ウィーン交響楽団
- ウィーン・フィルハーモニー管弦楽団（ウィーン国立歌劇場管弦楽団を母体とする）
- ウィーン・フォルクスオーパー交響楽団
- ウィーン放送交響楽団（旧オーストリア放送交響楽団）
- ニーダーエスターライヒ・トーンキュンストラー管弦楽団（ウィーン・トーンキュンストラー管弦楽団）
- ウィーン・ヨハン・シュトラウス管弦楽団
- グラーツ・フィルハーモニー管弦楽団（グラーツ歌劇場管弦楽団）
- ザルツブルク・モーツァルテウム管弦楽団
- リンツ・ブルックナー管弦楽団

##### オランダ
- オランダ放送フィルハーモニー管弦楽団
- 北ホラント・フィルハーモニー管弦楽団
- ハーグ・レジデンティ管弦楽団（ハーグ・フィルハーモニー管弦楽団）
- ネーデルラント・フィルハーモニー管弦楽団（オランダ・フィルハーモニー管弦楽団、旧アムステルダム・フィルハーモニー管弦楽団とユトレヒト交響楽団とオランダ室内管弦楽団が合併）
- 南ネーデルラント・フィルハーモニー管弦楽団（旧ブラバント管弦楽団とリンブルフ交響楽団が合併）
- ロイヤル・コンセルトヘボウ管弦楽団（旧アムステルダム・コンセルトヘボウ管弦楽団）
- ロッテルダム・フィルハーモニー管弦楽団

##### スイス
- スイス・イタリアーナ管弦楽団（旧スイス・イタリア語放送管弦楽団またはルガーノ放送管弦楽団）
- スイス・ロマンド管弦楽団
- フィルハーモニア・チューリッヒ（チューリヒ歌劇場管弦楽団）
- チューリッヒ・トーンハレ管弦楽団
- バーゼル交響楽団（旧バーゼル交響楽団とバーゼル放送交響楽団が合併）
- ベルン交響楽団
- ルツェルン交響楽団

##### スペイン
- スペイン国立管弦楽団（エスパーニャ国立管弦楽団）
- RTVE交響楽団（スペイン国立放送交響楽団）
- バレンシア管弦楽団
- バレンシア自治州管弦楽団
- バルセロナ交響楽団

##### ドイツ
- ヴッパータール交響楽団
- エッセン・フィルハーモニー管弦楽団
- NDRエルプフィルハーモニー管弦楽団（旧北ドイツ放送交響楽団）
- ゲッティンゲン交響楽団
- ケルン・ギュルツェニヒ管弦楽団
- ケルンWDR交響楽団（旧ケルン放送交響楽団）
- ケルン放送管弦楽団
- ザールブリュッケン・カイザースラウテルン・ドイツ放送フィルハーモニー管弦楽団（旧ザールブリュッケン放送交響楽団とカイザースラウテルンSWR放送管弦楽団が合併）
- シュトゥットガルト・フィルハーモニー管弦楽団
- 南西ドイツ放送交響楽団（旧シュトゥットガルト放送交響楽団とバーデン＝バーデン・フライブルクSWR交響楽団が合併）
- MDR交響楽団（中部ドイツ放送交響楽団、旧ライプツィヒ放送交響楽団とライプツィヒ放送フィルハーモニー管弦楽団が合併）
- ドレスデン・ザクセン州立管弦楽団（シュターツカペレ・ドレスデン、ドレスデン国立歌劇場管弦楽団）
- デュースブルク・フィルハーモニー管弦楽団
- ドレスデン・フィルハーモニー管弦楽団
- ニュルンベルク交響楽団
- バイエルン州立管弦楽団（バイエルン州立歌劇場管弦楽団、バイエルン国立管弦楽団）
- バイエルン放送交響楽団
- ハイデルベルク交響楽団
- ハノーファー北ドイツ放送フィルハーモニー管弦楽団（NDR放送フィルハーモニー管弦楽団）
- ハンブルク交響楽団
- ハンブルク・フィルハーモニー管弦楽団（ハンブルク州立歌劇場管弦楽団、ハンブルク国立フィルハーモニー管弦楽団）
- バンベルク交響楽団
- hr交響楽団（旧フランクフルト放送交響楽団）
- フランクフルト・ムゼウム管弦楽団（フランクフルト歌劇場管弦楽団）
- ベルリン交響楽団（旧西ベルリン）
- ベルリン・コンツェルトハウス管弦楽団（旧東ベルリンのベルリン交響楽団）
- ベルリン州立管弦楽団（シュターツカペレ・ベルリン、ベルリン国立歌劇場管弦楽団）
- ベルリン・ドイツ交響楽団（旧西ベルリンのベルリン放送交響楽団）
- ベルリン・フィルハーモニー管弦楽団
- ベルリン放送交響楽団（旧東ベルリン）
- 北西ドイツ・フィルハーモニー管弦楽団
- 北東ドイツ・フィルハーモニー管弦楽団 (フォアポンメルン・フィルハーモニー管弦楽団)
- ボーデン湖フィルハーモニー (旧南西ドイツ・フィルハーモニー交響楽団)
- ボン・ベートーヴェン管弦楽団
- マイニンゲン宮廷楽団
- ミュンヘン・フィルハーモニー管弦楽団
- ミュンヘン放送管弦楽団
- ライプツィヒ・ゲヴァントハウス管弦楽団
- ライン州立フィルハーモニー管弦楽団
- ラインラント＝プファルツ州立フィルハーモニー管弦楽団（ドイツ・ラインラント＝プファルツ州立フィルハーモニー管弦楽団）
- ロストック北ドイツ・フィルハーモニー管弦楽団
- ワールド・ドクターズ・オーケストラ（ドイツ発祥だが活動は世界中）

##### フランス
- イル・ド・フランス国立管弦楽団
- ギャルド・レピュブリケーヌ管弦楽団
- コンセール・コロンヌ（コロンヌ管弦楽団）
- ストラスブール・フィルハーモニー管弦楽団
- トゥールーズ・キャピトル国立管弦楽団（トゥールーズ・キャピトル劇場管弦楽団）
- コンセール・パドルー（パドルー管弦楽団）
- パリ管弦楽団（パリ音楽院管弦楽団を発展的解消して設立）
- パリ国立歌劇場管弦楽団（パリ・オペラ座管弦楽団、パリ国立オペラ管弦楽団、パリ・バスティーユ管弦楽団）
- フランス国立管弦楽団（旧フランス国立放送管弦楽団）
- フランス放送フィルハーモニー管弦楽団
- ミュールーズ国立管弦楽団
- コンセール・ラムルー（ラムルー管弦楽団）
- リヨン国立管弦楽団

##### ベルギー
- ベルギー国立管弦楽団
- アントウェルペン交響楽団（アントワープ交響楽団、旧ロイヤル・フランダース・フィルハーモニー管弦楽団）
- ブリュッセル・フィルハーモニック（旧BRTフィルハーモニー管弦楽団、フランダース放送管弦楽団）
- リエージュ王立フィルハーモニー管弦楽団(旧リエージュ管弦楽団)

##### ポルトガル
- グルベンキアン管弦楽団

##### モナコ
- モンテカルロ・フィルハーモニー管弦楽団（モンテカルロ国立歌劇場管弦楽団）

##### ルクセンブルク
- ルクセンブルク・フィルハーモニー管弦楽団（旧ルクセンブルク放送交響楽団）

#### 北ヨーロッパ

##### スウェーデン
- エーテボリ交響楽団
- スウェーデン放送交響楽団
- ノールショピング交響楽団
- ヘルシンボリ交響楽団
- マルメ交響楽団
- ロイヤル・ストックホルム・フィルハーモニー管弦楽団

##### デンマーク
- オーデンセ交響楽団
- オールボー交響楽団
- デンマーク王立管弦楽団（デンマーク王立歌劇場管弦楽団）
- DR交響楽団（デンマーク放送交響楽団、デンマーク国立交響楽団）

##### ノルウェー
- オスロ・フィルハーモニー管弦楽団
- ノルウェー放送管弦楽団
- ベルゲン・フィルハーモニー管弦楽団

##### フィンランド
- クオピオ交響楽団
- フィンランド放送交響楽団
- ヘルシンキ・フィルハーモニー管弦楽団
- ラハティ交響楽団

#### 中部ヨーロッパ

##### スロヴァキア
- コシツェ国立フィルハーモニー管弦楽団
- スロヴァキア・フィルハーモニー管弦楽団
- スロヴァキア放送交響楽団

##### スロヴェニア
- スロヴェニア放送交響楽団（旧リュブリャナ放送交響楽団）

##### セルビア
- ベオグラード・フィルハーモニー管弦楽団

##### チェコ
- チェコ・ナショナル交響楽団
- チェコ・フィルハーモニー管弦楽団
- プラハ・フィルハーモニー管弦楽団
- プラハ交響楽団
- プラハ放送交響楽団
- ブルノ国立フィルハーモニー管弦楽団
- オストラヴァ・ヤナーチェク・フィルハーモニー管弦楽団

##### ハンガリー
- ハンガリー国立フィルハーモニー管弦楽団（旧ハンガリー国立交響楽団）
- ハンガリー放送交響楽団（ブダペスト交響楽団）
- ブダペスト祝祭管弦楽団
- ブダペスト・フィルハーモニー管弦楽団（ハンガリー国立歌劇場管弦楽団）

##### ポーランド
- ポーランド国立放送交響楽団（カトヴィツェ・ポーランド国立放送交響楽団）
- ポーランド・バルト・フィルハーモニック
- ワルシャワ国立フィルハーモニー管弦楽団

##### クロアチア
- ザグレブ・フィルハーモニー管弦楽団

##### ルーマニア
- ブラショヴ・フィルハーモニー管弦楽団
- ジョルジェ・エネスク・フィルハーモニー管弦楽団

#### 東ヨーロッパ

##### ウクライナ
- ウクライナ国立交響楽団

##### エストニア
- エストニア国立交響楽団

##### ラトビア
- ラトビア国立交響楽団

##### リトアニア
- リトアニア国立交響楽団

##### ロシア
- エルミタージュ美術館管弦楽団
- サンクトペテルブルク交響楽団（旧レニングラード交響楽団）
- サンクトペテルブルク国立アカデミー交響楽団
- サンクトペテルブルク国立交響楽団《クラシカ》
- サンクトペテルブルク・フィルハーモニー交響楽団（旧レニングラード・フィルハーモニー交響楽団）
- ボリショイ劇場管弦楽団
- “ノーヴァヤ・ロシア”国立交響楽団
- マリインスキー劇場管弦楽団（旧キーロフ劇場管弦楽団）
- モスクワ交響楽団
- モスクワ国立アカデミー交響楽団
- モスクワ国立交響楽団
- モスクワ市交響楽団
- モスクワ放送交響楽団（モスクワ・チャイコフスキー交響楽団）
- モスクワ・フィルハーモニー管弦楽団
- ロシア国立交響楽団（旧ソヴィエト国立交響楽団）
- ロシア国立シンフォニー・カペラ（旧ソヴィエト国立文化省交響楽団）
- ロシア・ナショナル管弦楽団
- ロシア・ナショナル・フィルハーモニー管弦楽団
- ロストフ・アカデミー交響楽団（旧ロストフ交響楽団）

## 古楽器オーケストラ
ここでは古楽器を用いて演奏し、古典派音楽以降も演奏範囲に含める比較的規模の大きいオーケストラを列記する。古楽#主要な古楽演奏団体も参照のこと。

### 日本
※ 日本オーケストラ連盟の準会員は☆。
- オーケストラ・リベラ・クラシカ
- ☆テレマン室内オーケストラ
- クラシカル・プレイヤーズ東京（東京バッハ・モーツァルト・オーケストラ）
- バッハ・コレギウム・ジャパン
- レ・ボレアード

### 西ヨーロッパ

#### イギリス
- アカデミー・オブ・エンシェント・ミュージック（エンシェント室内管弦楽団）
- イングリッシュ・コンサート
- イングリッシュ・バロック・ソロイスツ（イギリス・バロック管弦楽団）
- エイジ・オブ・インライトゥメント管弦楽団（啓蒙時代管弦楽団、1997年にロンドン・クラシカル・プレイヤーズを吸収合併)
- オルケストル・レヴォリューショネル・エ・ロマンティック
- ガブリエリ・コンソート&プレイヤーズ
- コレギウム・ムジクス90
- ハノーヴァー・バンド
- フィオーリ・ムジカーリ管弦楽団

#### イタリア
- エウローパ・ガランテ
- アカデミア・ビザンティーナ
- コンチェルト・イタリアーノ
- ラ・バロッカ（LaBaroca）
- ヴェニス・バロック・オーケストラ (Venice Baroque Orchestra)

#### オーストリア
- ウィーン・アカデミー合奏団
- ウィーン・コンツェントゥス・ムジクス
- オルフェオ・バロック管弦楽団

#### オランダ
- アムステルダム・バロック管弦楽団
- オランダ・バッハ協会管弦楽団
- 18世紀オーケストラ
- ムジカ・アムフィオン

#### スペイン
- ラ・カペリャ・レイアール・ディ・カタルーニャ
- ル・コンセール・デ・ナシオン

#### ドイツ
- カペラ・コロニエンシス
- コレギウム・カルトゥジアヌム
- コンチェルト・ケルン
- ダス・ノイエ・オルケスター
- バルタザール＝ノイマン・アンサンブル
- フライブルク・バロック管弦楽団
- ベルリン古楽アカデミー

#### フランス
- 王室大厩舎・王宮付楽団（ラ・グランド・エキュリ・エ・ラ・シャンブル・デュ・ロワ）
- グルノーブル・ルーヴル宮音楽隊
- シャンゼリゼ管弦楽団
- ル・コンセール・ダストレ
- レザール・フロリサン
- レ・シエクル
- レ・タラン・リリク

#### ベルギー
- アニマ・エテルナ
- ラ・プティット・バンド

### 北ヨーロッパ

#### スウェーデン
- ドロットニングホルム宮廷劇場管弦楽団

### 北アメリカ

#### アメリカ
- フィルハーモニア・バロック管弦楽団
- ヘンデル・ハイドン・ソサイエティ
- ボストン・バロック

#### カナダ
- ターフェルムジーク・バロック管弦楽団

### 東ヨーロッパ

#### ロシア
- ムジカエテルナ

## クラシック音楽以外あるいは軽音楽等を中心に演奏するオーケストラ

### 日本
- NHK札幌放送管弦楽団
- NHK仙台放送管弦楽団
- 大阪放送管弦楽団
- Japan Game Music Orchestra(JAGMO)（渋谷区、東京オペラシティ）
- 新日本BGMフィルハーモニー管弦楽団（文京シビックホール）
- ズーラシアンフィルハーモニー管弦楽団
- THE ORCHESTRA JAPAN
- 宝塚歌劇オーケストラ(旧宝塚交響楽団)
- 東京放送管弦楽団
- 名古屋放送管弦楽団
- 広島放送管弦楽団

### アメリカ
- シンシナティ・ポップス・オーケストラ
- ボストン・ポップス・オーケストラ

### オーストラリア
- エミネンス交響楽団

### イギリス
- RPOポップス
- BBCコンサート・オーケストラ

## 音楽祭や式典・行事等で演奏する特別編成オーケストラ
- アレーナ・ディ・ヴェローナ管弦楽団
- エストニア祝祭管弦楽団
- EXPOスーパーワールドオーケストラ
- NFC交響楽団
- サイトウ・キネン・オーケストラ
- バイロイト祝祭管弦楽団
- ルツェルン祝祭管弦楽団
- ワールド・オーケストラ・フォア・ピース

## ユース・オーケストラ、育成オーケストラ
- EUユース管弦楽団（ヨーロピアン・ユニオン・ユース管弦楽団）
- ウェスト＝イースタン・ディヴァン管弦楽団
- ヴェルビエ祝祭管弦楽団（UBSヴェルビエ祝祭管弦楽団）
- グスタフ・マーラー・ユーゲント管弦楽団
- ジャパンアカデミーフィルハーモニック
- モーツァルト管弦楽団
- バレンシア自治州青少年管弦楽団
- ユンゲ・ドイチェ・フィルハーモニー管弦楽団
- ルイージ・ケルビーニ・ジョヴァニーレ管弦楽団

## レコーディング専門オーケストラ
- RCAビクター交響楽団（RVSO）
- グレンデール交響楽団
- コロムビア・オーケストラ
- コロンビア交響楽団
- ナショナル・フィルハーモニック管弦楽団
- ハリウッド・ボウル交響楽団（キャピトル交響楽団）
- ロシア・フィルハーモニー管弦楽団

## 歴史的なオーケストラ
- ニューヨーク交響楽団
- パリ交響楽団
- ハルビン交響楽団

## 特定の目的・場所で演奏するオーケストラ
- ウィーン宮廷楽団
- 宮内庁式部職楽部

## 解散・活動休止したオーケストラ(合併、改組等は除く)
- ABC交響楽団（近衛管弦楽団）
- CBC交響楽団
- NBC交響楽団（シンフォニー・オブ・ジ・エア）
- RTBF交響楽団（ベルギー・フランス語放送交響楽団）
- コレギウム・アウレウム合奏団
- ニューヨーク室内交響楽団
- フィルハーモニア・フンガリカ
- フォンタナ・フィルハーモニー交響楽団
- フランス交響楽団
- ムジカ・アンティクヮ・ケルン
- ロシア交響楽団